# 幸運銀幣
幸運銀幣，是日本現役純種競賽馬匹。目前主要勝場有2024年春季錦標和每日王冠、以及2025年中山紀念。

## 出賽前
2021年4月17日出生於北海道安平町北部牧場，成長途中於一口馬主俱樂部Carrot Farm Co. Ltd.進行馬主募集。
其後交由美浦訓練中心練馬師國枝榮訓練。

## 競賽生涯

### 2歲
2023年9月10日出戰中山競馬場2歲新馬戰，比賽採取前置的戰術下於過彎後維持於約莫第三、四左右的位置推進。進入直路後，其繼續於所在位置展開衝刺，最終爆發速度下佔先並壓贏迫近的Atarayo取得首勝。
12月17日出戰一捷馬戰柊樹賞，本次比賽再度採用先頭戰術，於最後直路一舉衝出取代力弱力領放馬取得領先，隨後繼續保持衝勢下成功拉開後方賽駒，以1 1/2馬位優勢取得冠軍。

### 3歲
2024年3月於春季錦標復出，面對前方領放馬Allegro Brillante帶出的較慢步速，其選擇沉穩地保持於約莫第三的位置逐步推進。進入直路後，其迅速於取得位置並逐步迫近前方，於中段超越Allegro Brillante後繼續維持衝刺的姿態，最終拉開後方3 1/2馬位下以三連城的姿態贏得首個分級賽冠軍。
縱然其獲得皋月賞的優先出賽權，但陣營隨即表明不會出戰皋月賞，將直接以5月26日的東京優駿（日本打吡）作為目標。比賽開始後，其保持於約莫第四的位置，但於比賽途中逐步收慢並墮後至中團。進入直路後，其嘗試由中檔位置展開突破，然而處於力弱狀態之下始終無法加速，最終以第九落敗。
入秋後隨即縮程挑戰二級賽每日王冠，賽前取得第一人氣。比賽開始後，其以迅速的姿態進佔先頭約莫第四、五左右的位置，並一直維持自身的節奏推進。通過第四彎道後，其逐步於中檔位置展開加速，成功跑出優秀的末腳下超越稍早前透出的好脆，最終以頸位優勢取得冠軍。

### 4歲
休養近5個月後在2025年復出出戰中山紀念，賽前落後神志勇進取得第二人氣。比賽開始後，其選擇進佔中團內欄位置，一直維持於此等待時機，同時在最後彎道開始發力。進入直路後，雖然其一度被困在馬群之中，但騎師李慕華看準外檔皇庭譜曲失速的時機指揮其稍為抽出，最終望空加速下壓贏前方領先的潛心鍛鍊，以1分44.8秒的破紀錄時間取得第三個分級賽冠軍。
其後出戰大阪盃，比賽初段選擇維持在先頭第三的位置展開推進，一直跟隨前方的好脆前進，在彎道處稍為抽出望空。進入直路後，其嘗試展開衝刺以維持自身的走勢，但成效不明顯下逐步後退，最終僅跑獲第七的戰績。
6月縮程挑戰安田紀念，於第1檔最內檔起步下一直守着內欄位置推進，但在直路上反應平平下始終未能突圍，最終以第十二的戰績完賽。

### 詳細賽績
| 日期       | 舉辦國家 | 馬場 | 距離   | 級別 | 賽事名稱 | 負重 | 騎師       | 馬號 | 出馬 | 名次 | 時間   | 頭馬（二馬） |
| ---------- | -------- | ---- | ------ | ---- | -------- | ---- | ---------- | ---- | ---- | ---- | ------ | ------------ |
| 10/9/2023  | 日本     | 中山 | 草1600 |      | 2歲新馬  | 55   | 李慕華     | 6    | 13   | 1    | 1:37.1 | （Atarayo）  |
| 23/12/2023 | 日本     | 中山 | 草1600 |      | 柊樹賞   | 56   | 石川裕紀人 | 6    | 9    | 1    | 1:35.5 | （Pod Theo） |
| 17/3/2024  | 日本     | 中山 | 草1800 | GII  | 春季錦標 | 57   | 李慕華     | 4    | 10   | 1    | 1:49.4 | （活潑演出） |
| 26/5/2024  | 日本     | 東京 | 草2400 | GI   | 東京優駿 | 57   | 川田將雅   | 12   | 17   | 9    | 2:25.3 | 野田分位     |
| 6/10/2024  | 日本     | 東京 | 草1800 | GII  | 每日王冠 | 56   | 李慕華     | 14   | 11   | 1    | 1:45.1 | （好脆）     |
| 2/3/2025   | 日本     | 中山 | 草1800 | GII  | 中山紀念 | 58   | 李慕華     | 1    | 16   | 1    | 1:44.8 | （潛心鍛鍊） |
| 6/4/2025   | 日本     | 阪神 | 草2000 | GI   | 大阪盃   | 58   | 橫山武史   | 10   | 15   | 7    | 1:56.6 | 寶徠歌劇     |
| 8/6/2025   | 日本     | 東京 | 草1600 | GI   | 安田紀念 | 58   | 李慕華     | 1    | 18   | 12   | 1:33.4 | 遠觀天象     |

## 血統簡介
父系高情厚意為日本賽駒，生涯戰績優秀，曾勝出一級賽東京優駿（日本打吡大賽），亦贏得法國二級賽尼爾錦標。祖父大震撼為日本賽駒，是日本賽馬史上第二匹無敗三冠馬，生涯出戰十四場賽事僅得兩場未能勝出，退役後配種成績亦極為優秀。
母系Finley'sluckycharm為美國賽駒，生涯戰績優秀，曾勝出一級賽麥迪遜錦標及其他四場分級賽，亦於一級賽比亞錦標中跑獲亞軍。外祖父Twirling Candy亦為美國賽駒，生涯戰績優秀，曾勝出一級賽馬利寶錦標，亦於太平洋經典賽及荷李活金盃中分別跑獲亞軍及季軍。

### 血統表
| 父線：週日寧靜系（Halo系）                    |                                 |                  |                 |
| 種馬 高情厚意 2010年（棕色）                  | 大震撼 2002年（棗色）           | 週日寧靜         | Halo            |
| 種馬 高情厚意 2010年（棕色）                  | 大震撼 2002年（棗色）           | 週日寧靜         | Wishing Well    |
| 種馬 高情厚意 2010年（棕色）                  | 大震撼 2002年（棗色）           | 風中秀髮         | Alzao           |
| 種馬 高情厚意 2010年（棕色）                  | 大震撼 2002年（棗色）           | 風中秀髮         | Burghclere      |
| 種馬 高情厚意 2010年（棕色）                  | Catequil 1990年（棗色）         | 雷貓             | 雷鳥            |
| 種馬 高情厚意 2010年（棕色）                  | Catequil 1990年（棗色）         | 雷貓             | Terlingua       |
| 種馬 高情厚意 2010年（棕色）                  | Catequil 1990年（棗色）         | Pacific Princess | Damascus        |
| 種馬 高情厚意 2010年（棕色）                  | Catequil 1990年（棗色）         | Pacific Princess | Fiji            |
| 繁殖雌馬 Finley'sluckycharm 2013年（棗色）    | Twirling Candy 2007年（深棗色） | Candy Ride       | Ride the Rails  |
| 繁殖雌馬 Finley'sluckycharm 2013年（棗色）    | Twirling Candy 2007年（深棗色） | Candy Ride       | Candy Girl      |
| 繁殖雌馬 Finley'sluckycharm 2013年（棗色）    | Twirling Candy 2007年（深棗色） | House of Danzing | Chester House   |
| 繁殖雌馬 Finley'sluckycharm 2013年（棗色）    | Twirling Candy 2007年（深棗色） | House of Danzing | Danzing Crown   |
| 繁殖雌馬 Finley'sluckycharm 2013年（棗色）    | Day of Victory 2005年（深棗色） | 勝利奔馳         | Cryptoclearance |
| 繁殖雌馬 Finley'sluckycharm 2013年（棗色）    | Day of Victory 2005年（深棗色） | 勝利奔馳         | Victorious Lil  |
| 繁殖雌馬 Finley'sluckycharm 2013年（棗色）    | Day of Victory 2005年（深棗色） | Gather the Day   | 多爵            |
| 繁殖雌馬 Finley'sluckycharm 2013年（棗色）    | Day of Victory 2005年（深棗色） | Gather the Day   | Gather the Clan |
| 雌系：號族：17-b                              |                                 |                  |                 |
| 五代內近親交配：Cryptoclearance 5×4、單色 5×5 |                                 |                  |                 |

## 命名由來
名字Sixpence（シックスペンス）就是曾在英國流通的貨幣六便士，香港取其背後幸運的象徵，翻譯為「幸運銀幣」。

## 外部連結
- 幸運銀幣 netkeiba.com （页面存档备份，存于）
- 血統表 （页面存档备份，存于）